# GyaOジョッキー
『GyaOジョッキー』（ギャオジョッキー）とは、株式会社GyaO!（2009年3月まで株式会社USEN）が運営する無料動画配信サービス「GyaO」で2006年11月13日から2009年8月28日まで配信された「インターネットテレビ」番組の時間帯枠。
最大のウリは「生放送、チャット機能で出演者とリアルタイムコミュニケーション」であり、GyaOジョッキーの中にも様々な番組を東京ミッドタウン34階から生放送およびアーカイブで配信していた。2009年から22時-25時の放送時間を21時-24時と1時間繰り上げることになったが、諸般の事情で2年9ヶ月余りで閉局となった。
なお、過去放送されていた「Go!Go! GyaO」は正確にはGyaOジョッキーとは別枠として存在していた。

## 概要
- 配信システムはマイクロソフトのDRM技術を採用したwmv/asfである。Silverlightには対応していないためWindows 2000以降のInternet ExplorerまたはWindows Media Playerのみで視聴可能。
- 放送時間は、月曜-金曜の21:00-24:00で土日祝日は放送休止[注 1] となる。
- 24:00以降の番組は特番などの扱いになるが、27:00前後にサイトを更新すると再放送に自動的に移行される。また、特番は基本27:00まで[注 2] の放送となる。
- チャット機能は24時間使用可能で、出演者がチャットに参加することもある。[注 3]
- 生放送された番組は、アーカイブとして配信される。ただし、アーカイブになるのは、GyaO上層部から承諾の出た番組のみ生放送から1〜2週間後に公開される。今までは無期限でアーカイブ配信されていたが、2009年7月10日よりアーカイブ配信期間が基本1か月となるため現在放送中の番組以外のアーカイブはすべて削除される[注 4]。
- 生放送での不適当発言はアーカイブでは規制音(ピー音)かカット編集される。また、番組映像によっては、不適正な部分にモザイクをかけることがある。
- アダルト系の番組にはレイティング設定がされている。
- アダルト系の番組以外のAV女優(現/元)はタレントとして出演している。
- 放送事故や番組押し、出演者などの事情により放送時間がずれ込んだり延長されることがある。(基本は00-55分)
- 生放送時の視聴者数ランキングTOP7が毎週水曜日に発表される。
- 2008年11月発表の資料では視聴者の80%を20歳以上の男性が占めている。女性の主な視聴者は20-30代で10%となっている。
- スタジオにはカラオケがありJ-POP等の日本の音楽は歌唱可能だが洋楽は権利の関係上歌えない。なお使用機種はUGAである。
- 出演者の使用しているPCはHP製(元タイアップ企業提供品)。水はミナクアなど(特にタイアップ関係はない)。
- サイトの通常の更新時間は12:00である。

### GyaOジョッキー生放送全番組枠終了
2009年7月19日の岡田斗司夫のブログ 「岡田斗司夫のゼネラル・プロダクツ」(記事は現在削除済み) において、Yahoo!動画側の経営方針に従ってGyaOジョッキー全番組枠終了の旨が書かれた記事が掲載された。公式発表でなかったが、それによりいろんな憶測情報が出た。
しかし、2009年7月24日の生放送終了後公式サイトにて8月28日をもって生放送を終了することが正式に発表された。約3年間というインターネット生放送媒体としては非常に短い放送期間での終了となった。
2009年8月28日放送の「告っちゃ!」にてGyaOジョッキー総合プロデューサー神戸敏行が、これまでの歴史等を軽く話し「USENの企画会議で提案し、もともとタレントの自宅から放送しようという話も出たが今のスタジオ放送形式が採用された」と語った。また、「閉局の理由は大人の事情で話せないが、今後もGyaOジョッキー復活に向けた取り組みは進めていって早く復活できるように努力したい」とも語っていた。なお、公式サイトは2009年9月7日をもって閉鎖された。

### 新サイトGYAO!での扱い
一部動画は、放送期間が無期限でアーカイブが月1回数話ずつ更新されていた。また、期間限定で配信されているものもある。ただし、中野腐女子シスターズやオードリー などGyaOでも人気だった番組はいまだにアーカイブ放送が復活していない。また、GyaO@ShowTimeでも、エロパラシリーズが一部公開されているのみで残りのアーカイブの視聴方法は現在のところない。さらに、生放送の放送・進行業務などは電子公園がやっていたが運営をUSENが行っていたため、動画の著作権はUSENが持っており、ⒸUSEN CORPORATIONと表記されている。その後、岡田斗司夫が孫正義に直談判するなどして復活したアーカイブもある。このアーカイブについて、神戸敏行はニコジョッキー内のズラサンミーティングにて『今のGyaO!もUSENもアーカイブ復活に協力してくれると思うが、1つだけ何が何でも協力しないところ（電子公園）がある。』と語っており、すべてのアーカイブ復活には時間がかかるようである。

### 復活に向けて
2010年4月、ズラサンこと神戸敏行から裏GyaO等に「ジョッキー復活に向けて活動を継続していたが、協力してくれそうな会社が見つかった」という旨の書き込みがあった。さらにその数日後、電子公園のサイト内に「○○○JOCKEY 復活への道 - produce by ズラサン -」というアンケート・ページが設置された（外部リンク参照）。もし復活出来るとすれば、今夏を予定として目指していたが、2010年9月の同社サイト書き換えにより神戸敏行が代表取締役から解任されたことが分かった。上記アンケートサイトも後に閉鎖されたが、2011年3月に神戸のTwitter にて同年5月よりニコニコ動画内の有料コンテンツとして復活する予定であることが明かされた。番組タイトルは「ニコジョッキー」で、初回は7月5日で正式な配信開始は2011年7月14日の予定。

## 主な出演者（閉局時点）
| 曜日                                                                                                 | 出演者 |
| 月曜日                                                                                               | - アメリカザリガニ、桜井せな - 岡田斗司夫 - 乾曜子、中村至誠 - CO-KEY、Hi-Hi、高橋亜由美 - 小明 - 平成ノブシコブシ、菊地智義(ポテト少年団) |
| 火曜日                                                                                               | - エレキコミック、折原みか - 蒼井そら、オードリー、大輪教授、虹鱒 - 森田悟(スパローズ)、かすみ果穂、長谷川瞳、ゲスト：AV女優など |
| 水曜日                                                                                               | - 紅音ほたる、ラブカップル - 小沢仁志 - TKO、あびる優 - ハイキングウォーキング、長谷川優貴（クレオパトラ） |
| 木曜日                                                                                               | - はなわ、前田健、相沢まき - goingマセキway…週代わりで担当 - やまもとまさみ - ホームチーム檜山、マセキユース - あきげん - ホーム・チーム - 鳥居みゆき、飛石連休・藤井宏和 - 超サンミュージック…週代わりで担当 - 小島よしお&早川亜希 - 三拍子 - 髭男爵&ロリ男+山本しろう+小林アナ |
| 金曜日                                                                                               | - 相沢まき、ケイダッシュステージの芸人・タレント - 及川奈央、絹川麗 - 中野腐女子シスターズ (喜屋武ちあき、乾曜子、浦えりか、京本有加、虎南有香、原田まりる、新井寛乃) - 原口あきまさ、オードリー、ハマカーン、HEY!たくちゃん                                                     |
| 曜日不定                                                                                             | - 鳥肌実 |
| GyaOジョッキーのスタッフ(基本は、株式会社電子公園・東京エレファント所属。過去に参加していた人を含む) | |
| 役職                                                                                                 | スタッフ名(一部呼び名あり) |
| プロデューサー                                                                                       | 神戸敏行(ズラサン) |
| アシスタントプロデューサー                                                                           | 林ひろみ(29) |
| ディレクター                                                                                         | 住田拓英 ラ・ナカム |
| 放送作家                                                                                             | 中村至誠、栗坂祐輝、ゴージャス村上、スーツ、堀、前原、まろ、コバタケ、内藤英一 |
| その他スタッフ                                                                                       | DJ、石井、まさお、kamako、栗尾和真、吉田、タニ、PQN、近藤さん、チリポップ、まーしー、むんむん、コム、西川、ナメオ（カメラマン） |

## 番組一覧(閉局時点)
| 時間枠                                                                  | 番組&内容 |
| 月曜日…祝日は放送休止のためハッピーマンデー制の影響を受けることが多い。 | |
| 21時枠                                                                  | アメリカザリガニのアイドル★チェキ!II(通称アイチェキII) |
| 21時枠                                                                  | 「アイドル★チェキ!」がアメリカザリガニをMCに迎えてリニューアルし、引き続きアシスタントを務める桜井せなと共に、Wikiチェキなどのコーナーによってゲストの女の子たちを取り調べる番組。2009年3月より8月まで放送。 |
| 22時枠                                                                  | 岡田斗司夫のひとり夜話 第1月曜日 |
| 22時枠                                                                  | ヲタキングこと岡田斗司夫が送るトーク番組。お品書きという形でテーマを提示しそれに倣ってトークしていく。しかし話が盛り上がり時間切れで全てのテーマが終わらないことが多い。『岡田斗司夫の「世界征服宣言」』というタイトルで2007年6月25日に放送、9月より改題、2009年8月まで放送。 |
| 22時枠                                                                  | 少年志 第2月曜日 |
| 22時枠                                                                  | 新発売されるゲームの情報番組のことが多い。司会は乾曜子が務める回が多い。2007年9月より放送開始し、2009年8月まで放送。 |
| 22時枠                                                                  | 激論23〜チャットの乱〜 第3月曜日 |
| 22時枠                                                                  | 魅津怒騎士CO-KEYとHi-Hi・高橋亜由美が送る身近な疑問を解決する視聴者参加型の討論番組。2007年11月より放送開始し、2009年8月まで放送。 |
| 22時枠                                                                  | 小明のお兄ちゃんの顔を見てみたい(通称小明のお兄顔) 第4月曜日 |
| 22時枠                                                                  | きこうでんみさなどの番組で度々登場してきた小明(あかり)のフリートークバラエティ。ほぼ台本はなく小明の思いつくままの話題で繰り広げられる。2008年末に兄を探し始めるために取り寄せた戸籍謄本により小明の身の上の新事実が出現する。2008年1月より放送し、2009年8月まで放送。 |
| 23時枠                                                                  | 平成ノブシコブシの破天荒ダメだし! |
| 23時枠                                                                  | 破天荒討論やお部屋大声選手権など破天荒なコーナーを平成ノブシコブシとポテト少年団菊地智義がマシンガントークで盛り上げるトークバラエティー番組。2008年3月より放送開始し、2009年8月まで放送。 |
| 火曜日                                                                  | |
| 21時枠                                                                  | エレキコミックと折原みかのガツガツホームラン |
| 21時枠                                                                  | エレキコミックが折原みかを弄りまくる構成となっている。前半30分位フリートークが続くことが多くチャットが放置されやすい。折原みかには「おりりんビーム」「おりりんレーダー」なる特殊技能が存在する。通常はアイドルを立てるがこの番組ではファンでさえも折原みかを弄ぶことが多い。2008年7月より放送開始し、2009年8月まで放送。 |
| 22時枠                                                                  | そらを見なきゃ困るよ!(通称そらみな) |
| 22時枠                                                                  | 蒼井そらとオードリーがメインのトーク番組で蒼井はやる気2%という超リラックスモードで臨んでいる。メインコーナーは「大喜利あおぞら甲子園」など。2008年末よりオードリーの多忙から大輪教授や虹鱒らの出演が増える逆転現象が起きている。2007年11月より放送開始し、2009年8月まで放送。特に蒼井とオードリーが欠席の時は代理出演者達の心理状態と同様の「困るよ!」という番組名になる。                                                     |
| 23時枠                                                                  | デラ☆エロパラ(通称エロパラ) |
| 23時枠                                                                  | エロ生☆パラダイスをリニューアルした番組。スパローズ森田悟と長谷川瞳/かすみ果穂(隔週出演)で進行される。今までの企画に加えて新企画も登場し、ますますパワーアップして送る60分のエロバラエティ番組。2009年4月より放送開始し、8月まで放送。 |
| 水曜日                                                                  | |
| 21時枠                                                                  | 紅音ほたる!満潮!絶好調! (毎月1回) |
| 21時枠                                                                  | 神戸敏行お気に入りの紅音ほたるが送るトーク番組。AV女優の経験を基にした性に関する質疑応答がメイン。毎回のように紅音がTバックを穿いた尻を披露したり単なる下ネタトークに流れることが多いので事務所社長から「何時までもそんな風に売ってどうするつもりだ？」と叱られている。2008年10月より放送開始し、2009年8月まで放送。 |
| 21時枠                                                                  | 顔面暴力〜小沢仁志のきわめ道〜 |
| 21時枠                                                                  | 小沢仁志が適当に番組を進行する番組。歌舞伎町をこよなく愛しており、石原都政を批判した。また、酒代がギャラから天引きされることに不満をこぼしている。2009年6月より放送開始し、8月まで放送。 |
| 22時枠                                                                  | トークも結構おおざっぱ! |
| 22時枠                                                                  | TKOとあびる優がチャットを使ってトークを繰り広げる。あびるのすっぴん出演が数多くあり普段着トークで進行する。TKOが欠席時はアメリカザリガニや安田大サーカスなど松竹芸人が代理出演となる。あびるはビーグル38とは絡みにくいとの理由で再登場を拒否している。ちなみに番組タイトルの頭文字を省略するとTKOとなっている。2008年3月より放送開始し、2009年8月まで放送。                                                                    |
| 23時枠                                                                  | ハイキングウォーキングの芸人★チェキ! |
| 23時枠                                                                  | ハイキングウォーキングとクレオパトラ長谷川が、芸人をゲストに呼んで新たな笑いに挑戦するお笑いトークバラエティー番組。2009年7月より放送開始し、2ヶ月で放送。 |
| 木曜日                                                                  | |
| 21時枠                                                                  | 六本木音楽部 |
| 21時枠                                                                  | ジャジィはなわ(はなわ似)と前田健（またはどちらか）、ジュエリー真紀(相沢まき似)がMCを務める、ジョッキー唯一の音楽トーク番組。2008年10月より放送開始し、2009年8月まで放送。 |
| 22時枠                                                                  | goingマセキway |
| 22時枠                                                                  | 2008年10月より放送を開始した各週マセキ芸能社の芸人が出る番組。2009年8月で放送終了。 |
| 22時枠                                                                  | 「やまもとまさみのビッショリ60分」(やまもとまさみ) 第1木曜日 |
| 22時枠                                                                  | 前番組のリニューアル番組。コーナー中心に番組が進む。 |
| 22時枠                                                                  | 「オレンジ感謝ん日」(ホームチーム檜山・マセキユースメンバー) 第2木曜日 |
| 22時枠                                                                  | マセキユースメンバーを中心に進行される番組 |
| 22時枠                                                                  | 「あきげんのわらしべ」(あきげん) 第3木曜日 |
| 22時枠                                                                  | あきげんが送るトーク番組。 |
| 22時枠                                                                  | 「俺とお前とホームチーム」(ホーム・チーム) 第4木曜日 |
| 22時枠                                                                  | 以前放送されていたホームチームの番組を彷彿させる大喜利がメインとなる構成。 |
| 23時枠                                                                  | 鳥居みゆきの社交辞令でハイタッチ 第1木曜日 |
| 23時枠                                                                  | 鳥居みゆきの冠のトーク番組だが進行役は飛石連休:藤井宏和である。基本的に鳥居はチャット画面を見ない(藤井が見せない)ので、藤井は鳥居が話に織り交ぜる細かいボケに突っ込んだり、暴走を制止したりチャットなどの進行を一人で同時に行わなければならなくなっている。鳥居の地上波では流せないようなギリギリの爆弾発言が注目である。2007年11月29日より放送開始し、2009年8月6日で放送終了。                                                |
| 23時枠                                                                  | 超サンミュージック 第2-5木曜日 |
| 23時枠                                                                  | サンミュージックのお笑い芸人・タレントが交代で送るトークバラエティー。2007年8月より放送開始し、2009年8月まで放送。週担当は、特に決まっていない。 |
| 23時枠                                                                  | 「おっぱっぴーナイト」(小島よしお&早川亜希) |
| 23時枠                                                                  | 早川亜希が誤って女性器の名称を言ってしまったり（アーカイブではカット）、グラビア時代の写真が公表される。早川の友人である証明のために小野真弓が出演した。小島に呼ばれてフラメン前田がたびたび出演する。出演時のチャット定型句が「フラメン帰れ」となっている。小島は失恋話を吐露したことがある。早川はあまり自身のことは話したがらない。                                                                                         |
| 23時枠                                                                  | 「三拍子ナイト」(三拍子、サンミュージックタレント) |
| 23時枠                                                                  | 番組中に生電話を掛け高倉の恐妻を怒らせるなどした（後に高倉は離婚し、当番組でその事実を初公表する）。一応佐藤唯がレギュラーアシスタントと言っているが2度しか出演したことはない。 |
| 23時枠                                                                  | 「髭男爵ナイト」(髭男爵&ロリ男&山本しろう&小林アナ) |
| 23時枠                                                                  | 第2回目放送では台風で新幹線が止まり出演者が名古屋から帰京することが出来ず、三拍子と飛石連休・藤井宏和が代打を務めた。さらに第4回目では鳥居みゆきがGyaOジョッキーに初登場し暴走トークで山田ルイ53世を困惑させた。飲酒した回ではひぐち君は泥酔し、ロリィタ族。やゲストのめっちぇんにセクハラトークを展開。髭男爵の2人共「交際女性を2股していた」と暴露しあう事態となる。他にひぐち君が遠距離の彼女にプロポーズをしたこともある。 |
| 金曜日                                                                  | |
| 21時枠                                                                  | ケイダッシュステーション、ブレイクは突然に! |
| 21時枠                                                                  | 相沢まきをメインにケイダッシュ芸人と送るトーク番組で、スザンヌを目標にしている。2008年4月より放送開始し、2009年8月まで放送。 |
| 22時枠                                                                  | 及川奈央の自然体にもほどがある |
| 22時枠                                                                  | 及川奈央と絹川麗で送るガールズトーク番組。2007年3月より放送開始し、2009年8月まで放送。 |
| 23時枠                                                                  | 中野腐女子シスターズの「腐ジョッキー」 |
| 23時枠                                                                  | メンバーの中から毎週交代で2〜3人が出演するヲタトーク番組。2007年1月より放送開始し、2009年8月まで放送。2年7ヶ月というGyaOジョッキーの生放送番組の中で一番長く続いた長寿番組だ。 |
| 24時枠                                                                  | 告っちゃ!(毎月最終金曜日) |
| 24時枠                                                                  | 原口あきまさとオードリーが、24時から27時まで送る告知メインのトークバラエティ番組。主なコーナーとしてオードリーの若林によるチャット番長、オードリーの春日のみで行うミニ告っちゃ、原口あきまさによる江頭2:50分頃など盛りだくさんの3時間生番組。2007年5月から放送を開始し、2009年8月まで毎月最終金曜日 に放送される。最近は、オードリーの代打でハマカーンやHEY!たくちゃんが出演している。                                         |
| 曜日不定                                                                | |
| 24時枠                                                                  | ことり相談室(毎月1回) |
| 24時枠                                                                  | 鳥肌実が視聴者の悩みに答えていく番組。電話相談も行う。8回分の放送枠を貰ったそうだが第1回放送である4月22日の放送では、残り15分頃で話すことがなくなり切羽詰まった鳥肌は全裸となってしまったため途中終了した。 |
| 不定期放送                                                              | ズラサンミーティング |
| 不定期放送                                                              | 番組の改編等について制作代表である神戸敏行(ズラサン)とチャッターが質疑応答などをする番組。番組は生放送でアーカイブにはならない。 |
| 不定期放送                                                              | 第1回:2007年10月9日24:00〜25:00 |
| 不定期放送                                                              | 第2回:2008年2月28日24:00〜25:00 |
| 不定期放送                                                              | 第3回:2008年6月30日23:00〜24:00 |
| 不定期放送                                                              | 第4回:2009年3月30日22:00〜23:00(中村至誠も参加) |
| 不定期放送                                                              | トップ・カラーものまねTV |
| 不定期放送                                                              | トップ・カラーのものまね芸人がいろんなものまねを披露しながら、1時間番組を盛り上げていく番組。過去、中野腐女子スターズの「腐ジョッキー」が休みのときに出てきていることから穴埋め番組的存在になっている。 |
| 不定期放送                                                              | 第1回:2008年8月8日24:00〜25:00 くじら、AYUMI（白咲姫香）、ダブルネーム、BBゴロー、TOMO（コロンブス）、グラップラーたかし |
| 不定期放送                                                              | 第2回:2009年2月6日23:00〜24:00 くじら、AYUMI（白咲姫香）、ダブルネーム、BBゴロー、みはる（コロンブス）、ゆうぞう |
| 不定期放送                                                              | 第3回:2009年5月15日23:00〜24:00 くじら、ダブルネーム、すっぽん大学、ユリオカ超特Q |
| 不定期放送                                                              | アミフラ君のバンジーTV |
| 不定期放送                                                              | フラットファイヴ所属の永野とアミー・パーク所属のふとっちょ☆カウボーイ、ミスマッチグルメが送るネタ見せあり大喜利ありの新感覚お笑いバラエティー番組。第二回放送は、放送機器のトラブルから生放送がコマ切れになるという事態になった。 |
| 不定期放送                                                              | 第1回:2009年4月17日23:00〜24:00 ふとっちょ☆カウボーイ、永野、ミスマッチグルメ |
| 不定期放送                                                              | 第2回:2009年6月29日22:00〜23:00 ふとっちょ☆カウボーイ、永野、ミスマッチグルメ、富所大輔(ハリネズミ) |

## 過去の番組
マリエのHAPPY GO LUCKY
セレブアイドルのマリエ出演の番組。妙にバラエティ慣れしているが、本人はモデルであることを主張していた。ある有名カメラマンが無断でマリエの楽屋訪問を行ったが、特に驚く品物は出てこなかった。※その際、スタジオの音声が生かされていなかったというハプニングに見舞われていた。2007年2月23日に生放送。
松澤由美アルバム発売記念特番〜影山さんといっしょ〜
松澤由美と影山ヒロノブ、千葉保弘（チャット係）で送るトーク番組。松澤由美メインの番組だが、控え室がなかったらしい。（影山ヒロノブは控え室があったらしい）番組の途中で、Voix Douceがアカペラでアニメソングを歌った。一回目は、『マジンガーZ』より『マジンガーZ』、二回目は、『Dr.スランプ アラレちゃん』より『ワイワイワールド』を歌った。ビデオレターのコーナーでは、きただにひろし、サイキックラバー、藤田千章（SING LIKE TALKING）がそれぞれ、松澤由美にメッセージを送っていた。最後は、Voix Douceと視聴者のリクエストで影山ヒロノブとVoix Douceが、『ドラゴンボールZ』初代オープニングソング『CHA-LA HEAD-CHA-LA』をアカペラで熱唱した。2007年3月8日に生放送。
すずきBの岩根あゆこ研究所
放送作家のすずきB（鈴木弘康）と岩根あゆこが送るトーク番組。岩根あゆこに対して、すずきBと視聴者がいろいろな質問や課題を与えていき、グラビア界で活躍できるためのアドバイスを送る。番組コーナーは、『質問コーナー』、『プロフに新たな趣味・特技を増やせ!』、『グルメレポートぐらいデキろ!』、『一流ワイプタレントへの道』を行った。すずきBのペンネームの由来は、本人曰く、B級グルメに詳しいわけではなく、バイト時代にすずきが二人いたので、区別をつけるためにすずきBと命名されたことからきている。2007年3月9日に生放送。
岩佐真悠子のプラチナムナイト
岩佐真悠子と青山玲子、入船加澄実のプラチナムプロダクション所属タレント3人が送るトーク番組。番組内コーナーは、『脈あり or 勘違い』、『浮気の境界線は?』、『どっちがいい de show』の3つを行い視聴者から意見を求めた。そのコーナー内の浮気の境界線の定義として、岩佐真悠子は、行動よりも気持ち的な問題が重要ということを表現する喩えとして、「体の関係はあっても、手を繋ぐのは嫌」という発言で周囲を驚かせた。2007年3月15日に生放送。
スペシャル前説
ものまね芸人レイパー佐藤が送るトークバラエティ番組。別番組に出演しているいちご姫がオファーを出し、実現した番組。いちご姫はチャット係になり、視聴者からのものまねリクエストをレイパー佐藤が応えていく。2007年4月3日に生放送。
MID NIGHT TV
ギャオで放送中のお昼の情報番組「MID TOWN TV」で出演している土岐田麗子とわだまゆこが送るトーク番組。MC担当に青木直子(チャット係)を迎え、MID TOWN TVの裏話や出演者への駄目出しを行う。2007年4月6日に生放送。
水樹奈々「SECRET AMBITION」
水樹奈々のシングルCD「SECRET AMBITION」の発売を記念して放送されたトーク番組。コーナーとしては、質問コーナー(事前メールとチャットのコメント)と「水樹奈々カルトQ」を行う。水樹奈々カルトQとは、水樹が絵を描き、何を描いたかを視聴者が当てるゲームである。視聴者に解る人が一人もいない場合は、水樹は罰ゲームを行う。水樹の絵の才能が問われるゲームであるが、3問目の「スズムシ」において、誰も分からなかったので、罰ゲームとなり、大嫌いなプチトマトを3個食べさせられた。ちなみに罰は、ものまね、青汁、センブリ茶、プチトマト、プチトマトx3が用意されていた。2007年4月13日に生放送。
神番組(正式な番組名は存在しない)
スタッフがにしおかすみこの不在の時つなぎで放送配信、アーカイブには一切残らず。一部では今も神番組と称えられている。
東京ダイナマイト君
東京ダイナマイトがメインで送るトークバラエティ番組。相方のハチミツ二郎が不在で番組が進行した。ゲストに、サンドウィッチマンの伊達みきおと超新塾の新塾ドラゴン、流れ星のちゅうえいが出演。2007年5月21日に放送。
魁! 大仁田塾
大仁田厚といちご姫が送るトーク番組。政治やプロレスの裏話を真面目に面白く語る。2007年5月28日に放送。
あいまい（超仮）
グラビアアイドル原田麻衣のDVD「あいまい」の発売記念番組。MCとして青木直子、ゲストとして石嶋香織が出演。2007年5月24日に放送。
猫ひろしとジョニー大蔵大臣の「六本木きんちゃんぎんちゃんSP」
猫ひろしとジョニー大蔵大臣が送るバラエティ番組。猫ひろしの付き人、ジジぶぅも共演。2007年5月7日に放送。
裏ギャオーディション
GyaO局アナオーディションのファイナリストが、GyaOジョッキーでアピールを行う番組。司会兼審査員として、Heyたくちゃんが登場。2007年5月10日、2007年5月17日、2007年5月24日の3回放送。
うたブロ×ジョッキーオフ会
2007年5月20日、新宿PINK BIG PIGにて、うたブロとGyaOジョッキーの合同OFF会を開催。出演者によるカラオケやうたブロ優秀者への授賞式が行われた。出演者は、とちぎ和牛（Rie）／ちゃーみー☆くいーん／宮沢菜美／石嶋香織／及川奈央／絹川麗／相沢真紀／中野腐女子シスターズ／原口あきまさ／オードリー／HEY!たくちゃん／カンニング竹山
Academy Night
青春映画『Academy アカデミー』に出演するメンバーで送る番組。出演者は、杉浦太陽、高橋マリ子、ギャヴィン・ヤングス、丸山周。2007年6月1日に放送。
ソンはしないから聞いときな（仮）
渋谷区の黒幕ことK-ダブシャインと小明が登場。チャットで「なんだか切ないアニメソング」を募集し、K-ダブシャインのアニソンTOP10を発表した。2007年6月11日に放送。
パッション屋良の…
パッション屋良が送るトークバラエティ番組。様々なパッション情報を募集した。出演者は、パッション屋良と星野卓也。2007年6月12日に放送。
三又又三とは何か?
三又又三が送るトークバラエティ番組。たけし軍団所属の三又又三が、北野武やプライベートでの面白話を暴露する。出演者は、三又又三、マキタスポーツ。2007年7月3日に放送。
いまきてジョッキー
いまきてメンバーといちご姫で送る放送コードギリギリのコント番組。出演は、西麻布ヒルズ／キャラメルマシーン／すっぽん大学／いちご姫。2007年7月5日に放送。
ロフトプラスワンプレゼンツ「ジャンクの花園」
新宿ロフトプラスワンのメンバーと小明が送るトークバラエティ番組。メインMCは、DJ急行とセラチェン春山、レギュラーゲストとして小明。2007年6月18日に放送開始。第1回（2007年6月18日）ゲストは西村博之、第2回放送（2007年6月25日）ゲストはかーず、マッスル坂井、第3回放送（2007年7月2日）ゲストはKENJI（X51.FILEの管理人）。
加藤鷹のオマーン★コーナーキック

嘉門達夫・ファミリーギャングの裏ナリ天!

“B級映画のクロサワアキラ”河崎実監督のやっぱり生で気持ちがいい男
筒井康隆原作の映画：「日本以外全部沈没」の監督が送るゆるいトークバラエティー。隔週木曜日、23時-24時に生放送。毎回河崎実監督と様々なゲストがゆる〜い雰囲気で酒を酌み交わしつつ出演者の気分でトークとチャットをいじっている。時には魅力的だが検索してもヒット数0のゲストが登場したこともあるという特B級バラエティーである。わざと照明を落し雰囲気ある居酒屋風な感じを出している（照明があると仕事をしている気になるからと監督は述べていた）。
就活女優ハラカナ大学自己プロゼミ
就活女優☆ハラカナイトの続編として、2007年2月13日にスタートした番組。毎週火曜日、22時-23時に生放送。原田佳奈（ハラカナ）と視聴者がゼミ生となり、矢柴俊博扮する教授役からのお題を答えていくことにより、原田佳奈の新たなる可能性を引き出そうとしている。ハラカナ大学の定義は、「自己プロゼミ三回生のハラカナは、自己プロデュース力（アピールすべき自分自身を組み替え、どんどんつくり変えていく能力）を高めるために日々研究を続ける!」と掲げている。番組中、ハラカナは韓国語をおぼえている最中で講座もある。2007年4月の一ヶ月間は、休みとなっており、2007年5月から放送される予定。※放送の曜日、時間帯は変更する場合がある。
宅八郎の「放送禁止大学」
宅八郎がテレビや事件の裏側を語るトーク番組。過激な発言で視聴者もハラハラドキドキさせられる番組。スペシャル番組だったと思われるが、放送中に反響があったため急遽第二回の放送のため、宅八郎への質問メールを受け付けた。2007年6月13日に放送開始。
オアシズ大久保のめちゃジミッ!
オアシズの大久保佳代子といちご姫が送るトークバラエティ番組。普段はOLである大久保佳代子が出演番組の裏話や相方や仲のいい北陽虻川美穂子について語る。大久保佳代子は、番組中にパンティライン姫という名前が決定した。第2回からは後輩芸人の田上よしえが出演している。2007年5月14日から放送開始。
玲美ポンと愉快な仲間たち
局アナオーディション準グランプリの田中玲美が送る番組。ゲストに伊東愛、寺田真二郎が登場。アーカイブには残らないが、番組終了に反省会が行われて、毎回担当スタッフが謝っている。2007年6月20日に放送開始。
プラチナ〜どんだけ〜!!!
新宿「プラチナ」に来られない人のために放送されている番組。出演は、やすこママ、トヴィ、まぼろしのヅラ。生放送では、放送ギリギリなのでアーカイブは必ず編集されている。2007年6月27日から放送開始。
謎の新ユニットSTA☆MEN
7人の人気声優で作る自主制作エンタテインメントユニットが、3枚目のDVD発売を前に送るトーク番組。2007年9月の毎週木曜日、4回。第1回目（9月6日放送）ではリア・ディゾンのアクセス数を抜いた。
カラダを張ってがんばります!
グラビアアイドルからお笑いの道へ進む異色のコンビ小泉麻衣子（通称：マイキー）、小田原美香（通称：みかちゅ〜）で成るクレイジードールズが、視聴者から募集した「おもしろセクシー」なポーズをする番組。
ホームチームのオフ会しようぜ
マセキ芸能社に所属するお笑いコンビのホーム・チームが送るバラエティ番組。チャット係は、スタッフに任せている。前の番組名は、「ホームチームの内海師匠」。
修学旅行7
お笑い芸人のダブルブッキング、ななめ45°、オキシジェン（ホリプロコム所属）が送るバラエティ番組。チャットを通じてネタのオチや、面白自己紹介を募集するコーナーがある。
NSC TOKYO JET TV
NSC東京校9期生のえんにちとその他の芸人が送るトークバラエティ番組。番組内容は、お題を出演者が決め、視聴者から意見を求める。代表的なお題は、漢字1文字から連想される言葉から話を広げていく、「1文字漢字トーク」と身近の生活用品や食べ物から勝手に1位を決定するコーナー（タイトルはお題毎に変わる）が存在する。1回目の放送は、はんにゃと番組を進めていたが、2回目以降は、エリートヤンキーに変わった。2007年3月20日放送時CMが3回あり、ハイキングトーマス、パンプキンズ、タカダコーポレーションがそれぞれネタを披露した。
ねこずらしの!!「ねこ戻し」

めちゃ乳

江戸むらさきの世間にキック!（仮）
江戸むらさきとKICK☆が送るトークバラエティ番組。世の中の不平不満な出来事をテーマに語っていく。2007年5月8日（#1の共演者：スカイラブハリケーン）、2007年5月15日(#2の共演者：号泣)に放送。
しもじものお悩み相談室
青木直子がメインで送るお悩み相談トークバラエティ番組。視聴者からの性に関する悩みやちょっとHな相談、質問について答えていく。悩み相談を受け付けるために専門家をゲストに呼ぼうとしたが#1は、都合により欠席。#2では美容整形外科の先生が登場。2007年5月16日（#1の共演者：本地郁江）、2007年5月30日（#2の共演者：野本愛弓）に放送。
村上三奈のカボチャのバカ（仮）
なにわのスーパーアホドルこと村上三奈が送るトークバラエティ番組。アクロバット活花、ムラムラ短歌を番組内で披露した。番組中にチャッチフレーズを募集し、優秀者には、村上三奈の生声を録音したカセットテープがプレゼントされた。2007年5月17日から放送開始。
キレてNightですよ。
西口プロレス所属の長州小力、ジャイアント小馬場、そしてグラビアアイドルである月見栞の3人で送るトークバラエティ番組。コーナーとして、「オレをキレさせたらたいしたもんだよ」が存在する。2007年4月27日から放送開始。
月刊ザ・ニュースペーパー
社会風刺コント集団ザ・ニュースペーパーから福本ヒデ、松下アキラ、桑山元延が送るトークバラエティ番組。福本ヒデが安倍晋三、松下アキラが小泉純一郎を演じている。2007年5月22日から放送開始。
「ナメてもらっちゃ困るよ!」
オードリーがゲストを迎えて人間の欲求を解決していくトーク番組。初回はウェルカムをゲストに性欲をテーマにして、エロパラnightのファンを巻き添えにするなど物議をかもし、あいなりから「そらを見なきゃ困るよ！」へのつなぎの役目を果たす。2007年10月より3回ほど放送。
あいなり

小出由華の見ちゃえばいいじゃん!

夜咲蘭の探偵ジョッキーファイル

2007年10月より「ミッドナイト蘭交パーティー」にリニューアル
夜咲蘭のミッドナイト蘭交パーティー
夜咲蘭とハマダと名乗る男性とで繰り広げるトークバラエティー。前番組「夜咲蘭の探偵ジョッキーファイル」のプチリニューアル。2007年10月より放送し、2008年4月28日終了。
ありっちゃ〜ARIA

きこうでんみさの“おまいら見るな!!”

くるくるミラクリング

「エロ☆パラNight」(通称エロパラ)

「小坂りゆのがんばりゆっ☆」
「BeForU」のメインボーカル小坂りゆがひとりでトークバラエティーに挑戦。といったものの初回に大テンパリを起こし、2回目で名物P：神戸敏行（ズラサン）自ら投入してテコ入れ、3回目以降は南さやかがレギュラーゲストとして登場し、落ち着きをみせる。2007年10月より放送。2008年2月18日終了。
にしおかすみこの「よがってんじゃないよ〜!」
女王様ネタでおなじみのにしおかすみことその後輩のカイハラが送るトーク番組。にしおかすみこが私生活において気になることをランキング形式で挙げ、その理由について、話していく。カイハラはチャット係として存在する。たまに、カイハラがネタを披露することもある。過去に遅刻と欠席あり。遅刻は、スタッフが放送時間を間違えて伝えてしまい30分遅れで到着。本人曰く、「バイト中で魚を捌いていました」とのこと。欠席についての詳細な理由は不明。ピンチヒッターで別の芸人さんが登場した。
就活女優☆ハラカナイト
女優の原田佳奈をメインに送るトーク番組。最終回では、視聴者にドッキリを行い、原田佳奈が本気の演技で涙を披露した。その最終回において本来裏方であるディレクターが進行を行い、黒いニット帽を被っていたために黒ニットというニックネームになり、チャット上に一時期「黒ニット」という単語が氾濫する状況になった。2007年1月25日をもって終了。
ファミリーギャングはファミギャンなんです!
新人アーティストであるファミリーギャングが送る番組。生歌を披露していたが、持ち歌にもかかわらず必ずと言っていいほど間違えていた。記念すべきGYAOジョッキー1回目の放送番組。
恋愛・フェチ相談バラエティ
清水りさ・チョコが送るバラエティ番組。
萌えプロレス!ウラお嬢様伝説!
我闘姑娘所属の女子プロレスラー、春日萌花が送る番組。団体代表である池須豊がチャット係となり、全体の進行をしていく。番組の最初は春日萌花の起床風景から始まり、五十音順に単語を言いながら腹筋などの筋力トレーニングを行うコーナーもあった。
脱ぎ脱ぎ☆プレゼント
ちゃーみー☆くいーんが送るバラエティ番組。ゲームに挑戦しながら脱衣をして、その脱いだコスプレ衣装をチャット参加者にプレゼントをする。
愛ヤイゲーム祭り! 〜食って食って食いまくる!!
メガネっ子アイドルの時東ぁみ出演の番組。時東ぁみがサクライダーに扮して、相方のアイアイモンキーと連想クイズをしていく。2007年2月2日に生放送。
英ゆりの、宇宙☆ざりがに
英ゆりが送る番組。有名人、著名人の方をゲストに呼び、アニ声朗読、映画紹介、恋愛相談などを放送中に行っていく。
ぬぎ☆すぎ! 〜直子先生のアイドル虎の穴〜
先生役を扮する青木直子と2名のアイドルによる番組。2名のアイドルはクイズ〜ツイスターまで様々なことで対決し、勝者は次回の出演を約束される。3連勝するとPV製作もあるが勝敗を決めるのは大概、青木直子先生である。2007年3月29日の最終回（サブタイトルは涙の卒業式）では、青木直子が番組途中で怒って帰るというドッキリでゲストの野本愛弓を号泣させた。2007年4月26日に番組が復活。出演者は、青木直子、石嶋香織、野本愛弓。お題に当選した視聴者は、石嶋香織と野本愛弓の脱ぎたて私服がプレゼントされた。
遂に見た!親波観音と行く物流の族!マニアックでもいいかい?
杉作J太郎を筆頭とし、男の墓場プロメンバーとゲストのグラビアアイドルとが織り成すトークバラエティー。男の墓場プロ公開オーデション番組の側面あり。2007年3月27日に最終回を迎えた。
みっくすじゅーすdeないと
ファッションモデルの悠斗・ジョシュア・ケンタロウ・コール出演の番組。初回の放送で、お腹が空いたことを理由に、本番中にも係らず宅配ピザを注文し、番組終了までに届けさせた。また初回放送企画で、ご当地商品を紹介しようとしたが消滅した。ジョシュアの姉でタレントのフリーディア・ニムラ（旧芸名、こずえ鈴）が出演。イメージガールのM女を探そうのコーナーでは、ケンタロウの友達が出演したが、あまりのぎこちなさにチャットで本当に友達かと突っ込まれる。犬のスウィーティと謎のマネキン、ステファニーがいたが、2007年になってから見なくなった。携帯電話の電源は常に入ったままになっているので、番組中に毎回鳴っている。
リア・ディゾンのSoftly Night
グラビア界の黒船ことリア・ディゾン出演の番組。ハマッているものとして、Nintendo Wiiと答えた。よく遊ぶゲームとして、「ドラゴンボールZ Sparking! NEO」を挙げ、よく使用するキャラクターは、ピッコロと答えた。視聴者があまりにも多かったためにGyaOのサーバを落としたという噂があったが、実際は別の原因があったと思われる。2007年2月9日に生放送。
「松本MOTTOりかの60分劇場」
声優・松本梨香と三橋加奈子、稲生美紀(週交代)が私生活やアニメ制作の裏話など、ここだけでしか聞けない話をぶっちゃける番組。初回はチャットになれず無視をしてしまったため、チャッターから不評が飛び交う。ちなみに松本はサンミュージック所属のため、いままで、ケイダッシュステージが幅を利かせたGyaOジョッキーが、ほぼ毎週木曜日に限りサンミュージック枠になった。2007年10月-2007年12月。
笑ってポン! 〜君たち、見ないとアレするよ! 〜

「芸ダッシュ愛」という番組名でスタート。相沢真紀がほぼレギュラー。
由依が独奏
声優や歌手、ピアニストなどマルチな活躍をしている牧野由依と芸人のTAIZOが送るトークバラエティ。牧野の技術を生かしての音楽を勉強するコーナーや牧野に関するあいうえお作文のコーナーがある。2007年10月11日-2008年9月11日第2木曜日22時〜23時
YGAの小さなハッピーあげましょ
よしもとグラビアエージェンシー(YGA)をメインに1期と2期メンバーとの対決があったりする。2008年9月1日〜2009年2月23日月曜21時〜22時
出演者：よしもとグラビアエージェンシー、山里亮太(南海キャンディーズ)、菊地智義、鈴木Q太郎(ハイキングウォーキング)
エロ生☆パラダイス
2008年4月1日より放送開始し2009年3月31日で放送終了した。

その他多数存在